# Messier 50
M50 (Messier 50 / NGC 2323) is een open sterrenhoop in het sterrenbeeld Eenhoorn (Monoceros). Het hemelobject werd ontdekt door Charles Messier in 1772 en mogelijk al voor 1711 door Giovanni Domenico Cassini. Messier nam het object op in zijn catalogus van komeetachtige objecten als nummer 50. Dit object kreeg, dankzij de merkwaardige vorm ervan, de bijnaam Hartvormige sterrenhoop (Heart-shaped cluster).
M50 ligt ongeveer 3200 lichtjaar van ons verwijderd en meet zo'n 20 lichtjaar in diameter. De geschatte leeftijd is 78 miljoen jaar.

## Roodkleurige ster in Messier 50
Robert Burnham, Jr. in Burnham's Celestial Handbook:
Messier 50 is a moderately compressed group about 10' in diameter with many outlying stragglers increasing the apparent size to about 20' x 15'. Curving arcs of stars give the perimeter a rather heart-shaped outline, nicely high-lighted by a single reddish star some 7' south of the cluster center. This star, a red M-giant, is not quite the "blood-ruby star" that C. E. Barns described, but still stands out rather prominently against a background of blue and white stellar points. T. W. Webb called the whole group "a brilliant cluster, straggling, J. Herschel says, to 30' and containing a red star...in a superb neighborhood where the Creator has 'sowed with stars the heaven thick as a field'."